# Barajas de Melo
Barajas de Melo là một đô thị trong tỉnh Cuenca, cộng đồng tự trị Castile-La Mancha Tây Ban Nha. Đô thị này có diện tích là 136,81 ki-lô-mét vuông, dân số năm 2009 là 1026 người với mật độ 7,5 người/km². Đô thị này có cự ly km so với tỉnh lỵ Cuenca.